# ريبيرا باخا
بلدية ريبيرا باخا (بالإسبانية: Ribera Baja) هي بلدية تقع في مقاطعة ألافا التابعة لإقليم الباسك شمال إسبانيا.

## الديموغرافيا
يبلغ عدد سكان بلدية ريبيرا باخا 1.314 نسمة عام 2011 (وفقاً للمعهد الوطني للإحصاء الإسباني).
| 465 | 493 | 728 | 1.036 | 1.130 | 1.198 | 1.314 |